# 孝明高皇后
孝明高皇后（《大周無上孝明高皇后碑銘》稱無上孝明高皇后），楊氏，名失考（579年—670年10月3日）。

## 家世
楊氏为女皇帝武則天、武顺、郭夫人的母親，夫武士彠。史书上记载楊氏和外孙贺兰敏之有乱伦的曖昧关系。武则天即位後，以母亲楊氏出身隋朝宗室，父杨达，伯父为隋朝观王杨雄。但是出土的唐高宗时杨达家族的墓志，绝口不提皇后武則天与杨达家族的关系，世系应为武则天自抬身价而伪造。此说最早出现于李峤《攀龙台碑》及武三思《顺陵碑》。

## 生平
武则天被立为皇后後，封楊氏为代國夫人。显庆五年（660年）十月九日，改封荣国夫人。后又改封卫国夫人。咸亨元年八月二日（壬寅日，670年8月22日），卫国夫人杨氏逝世，壽高92歲，赠鲁国太夫人，谥号忠烈，闰九月加赠太原王妃。光宅元年（684年），武則天追封武士彠為太師、魏王，楊氏則為魏王妃。五年後，即永昌元年（689年），武則天再加封武士彠為周忠孝太皇，楊氏為周忠孝太后。
永昌二年（690年），武則天即登基，改元天授，尊周忠孝太皇諡號孝明高皇帝，廟號太祖。楊氏諡號孝明高皇后，陵曰順陵。

## 顺陵碑
丈夫武士彠墓号“昊陵”，在文水县，杨氏墓号“顺陵”，在咸陽縣，陵前现存石人、石羊、石走狮、石莲花座、华表顶、石础、天禄等石刻30余件。原立有顺陵石碑，碑刻于长安二年（702年）正月，碑额题“大周无上孝明高皇后碑铭并序”，特进太子宾客监修国史上柱国梁王臣武三思奉敕撰，太子左奉裕率兼检校安北大都护相王臣李旦奉敕书。碑石在明嘉靖三十四年（1555年）地震时仆倒，后被咸阳县令派人打成碎块，用于修补渭河堤岸。清初渭岸决堤，崩出三块，被移藏县署。其后最大的一块又断为三截，使原存残碑变为五块。1964年，文物部门在底张水利工地上掘得两块，1965年又在原县文庙门前下水道工地上掘得一块。共得残碑八块，二百八十三字。现藏咸阳市博物馆内。

大周无上孝明高皇后碑铭并序唐武三思

    臣闻二仪合德，中黄承太紫之庭；两曜齐明，玉兔俪金乌之象。是以九霄高映，星躔垂婺女之精；十野傍罗，妫水协娥皇之德。亦有西陵美族，□□轩帝之宫；南土嘉媒，入娉夏王之幄。其后大任端一，即创文基；大姒勤劳，还开武运。故知皇三事业，咸资坤载之功；帝五风谣，必藉阴灵之化。无上孝明高皇后，弘农仙掌人也。出自有周，盖唐叔虞之后。原夫赤乌流火，丹雀衔书。初开梦梓之祥，旋茂翦桐之业。自唐郊徙邑，晋野裁封。即胙土而有家，启祯符而得姓。周则志为大将，承九代之余资；秦则款为上卿，居七城之重任。岂直十人丹毂，金莩舄弈于都畿；四代白环，五绪蝉联于海县。子云博识，吐凤摛词；伯起高材，衔鳣袭祉。诞圣不坠，降灵相属。神基与紫岳争高，仙派共黄河俱远。所以山隆钟鼎，地积衣冠。五公则异代相传，八子则殊年间出。详诸国史，可略而言。曾祖讳定，后魏都督，历新兴、太原二郡太守、并州刺史、晋昌穆侯。宏材卓荦，峻局深沈。丹山有象日之彩，绿地见遗风之步。褰帷按俗，风行驭竹之郊；露冕临人，化偃焚林之阜。岂直邓攸罢郡，深叹鸡鸣；刘宠辞官，方忧犬吠。祖讳绍，后魏征西将军、金紫光禄大夫兼通直散骑常侍、骠骑大将军、周开府仪同三司，封傥城郡公、鄜、彬、燕三州刺史,赠使持节大将军，成、文、扶、邓、洮五州诸军事、成州刺史。谥曰信。声飞渐陆，响逸鸣皋。器重南金，材横东箭。谋深八阵，勇冠三军。既隆投石之勋，果践衔珠之秩。加以金龟结纽，铜虎分符。转扇扬风，停车待雨。童儿结要，无欺一日之期；亲友论刑，自得二天之咏。父郑恭王，讳达。周内史、中大夫，隋开府仪同三司、黄门内史、吏部、刑部二侍郎、尚书左右丞、赵、鄯二州刺史、工部、吏部二尚书，上言营东都大监、将作大匠，武卫将军，左光禄大夫，遂宁恭公，赠吏部尚书。唐赠尚书左仆射，垂拱二年封郑王，食邑一万户，依旧谥曰恭，即雍州牧司徒观德王之季弟也。量包江海，气逸烟霄。文则吕氏春秋，武则孙吴兵法。箕裘代袭，锵锵万石之君；礼乐基身，翼翼千金之子。鸾適玉札，雁落琱弓。激水张鳞，遥浮渤澥。搏风理翰，直上扶摇。累践崇阶，频升显秩。腰睋北阙，位总貔貅；曳履南宫，声高鹓鹭。貂冠入侍，气应连珠；隼旆分班，荣参执玉。加以累仁钟趾，积德延祥。四履开封，宠及九泉之路；千乘启礼，恩覃万古之前。棠棣相辉，鹡鸰交映。刘家两骥，誉满寰中；荀氏八龙，名高海内。通门向术，冠盖成阴；甲第当衢，歌钟就列。伏惟无上孝明高皇后，资灵月魄，毓粹星宫。承茂祉于瑶筐，降仙仪于金屋。声驰卯岁，潜流梦日之祥；誉表笄年，暗积扪天之贶。兰襟散馥，惠问扬翘。懿则重于邦家，柔仪冠于今昔。忠图孝范，授翠竹而陵霜；媛德嫔容，引青松而昌雪。礼枝合秀，藻七诫于情田；行叶分芳，笼九师于性府。徽猷内湛，韶姿外发。悬明镜于积水之间，振清飚于长松之上。贞规汉远，亮节秋高。翠缕红纁，从来未重。龙梭凤杼，本自多轻，简素鄙鞶绣之工，静默尚韦编之道。明诗习礼，岂唯秋菊之铭；阅史披图，宁止春椒之颂。学标天纵，开道德之清关。业契生知，入文章之妙境。曾于方寸，具写千言。总游雾于毫端，穷偃波于笔杪。芝英云气，入魏帐而分辉；龙爪鱼形，映张池而散彩。尝题一间，密记贞心。置以缄滕，藏之屋壁，云当使恶无闻于九族，善有布于四方。指此立身，期之必遂。后因修宅，匠者得之，恭王见而叹曰：“此隆家之女矣。”昔者书堂欲坏，唯闻丝竹之音；剑匣将开，空睹蛟龙之气。未有仁心暗彻，睿德冥通。横宇宙而无违，满乾坤而自应。若乃行该地义，孝极天经。亲枕席而忘疲，候晨昏而靡倦。及乎风枝不静，露蓼含哀。履厚地而无追，仰曾穹而莫报。思欲托三乘之妙果，凭五演之玄宗。永奉严亲，长栖雅志。

昔隋季丧乱，海内沸腾。伏鳖垂天，风尘暗起；群龙战野，旗鼓潜张。白骑于是争驰，青犊由之竞扰。蚩尤则餐沙食石，项羽则索铁申钩。赤眉探盆子之筹，黄巾聚天师之米。夫三才合契，唯神膺大宝之名；六位乘时，惟圣运洪炉之德。唐高祖神尧皇帝，材雄鹊起，业峻龙飞。用丹扆而宁人，将朱旗而拨乱。天纲既纽，竟收龙凤之图；地角咸清，遂翦豺狼之毒。无上孝明高皇帝观时有作，应运而生。先知赤伏之言，预识黄星之兆。功深坐树，绩茂披荆。负伊鼎而陈谋，入张帏而建策。龙钤独运，当赤地之三千；兽节长驱，偶皇天之百六。息昆山之巨缭，并籍中权，定沧海之横流，咸资上略。志同鱼水，契若盐梅。如魏武之荀攸，似汉光之逢邓禹。虽英图盛烈，昭鹤鼎于高门；而阃则嫔风，阙鱼轩于中馈。高祖神尧皇帝位膺元首，任切股肱。利涉大川，寄隆舟楫。式崇勋旧，为结潘杨。酬功草昧之时，赏效云雷之日。高后以孝诚纯至，雅操虚冲。拒缛礼于移天，誓闲襟于初地。六尘不染，孤标水上之花；四蹄方披，独悟星中之月。洎乎凤凰开繇，犹坚匪席之心；乌鹤成桥，果迫如纶之命。于是使桂阳公主为婚主，礼娉所须，并令官给。既而三星协兆，百两邀欢。与松罗而比茂，谐琴瑟而流响。凤闺少女，袭兰蕙而驰芳；月幌仙娥，韵珩璜而动步。光生绮殿，比桃李而增鲜；影发春楼，视云霞而掩色。八纮钦其雅躅，四海挹其鸿徽。犹羽翼之宗鸾凤，风云之随龙虎者矣。庙见斯毕，即拜应国夫人，从班例也。于时帝图肇建，王业初基。三户亡秦，觉风尘之始定；四门辟舜，识雷雨之将调。天无斗日之袄，地息崩山之祸。主上方勤庶政，属想群黎。将贻共理之忧，式广求贤之务。无上孝明高皇帝，以勋兼竹帛，义重金兰。备历文武，昭升内外。三践八元之位，四临九百之途。中台飞署剑之荣，南服总班条之任。高后以业光图大，道协埚篪。欲启仁明，寔具俭助。是以量如江海，令未发而风移；化穆荆衡，泽将流而人悦。呼鹰台下，尚隔去思。抵鹊岩前，始歌来晚。俄而高祖晏驾，瞻脱屣而无留；太祖崩号，奉遗弓而积慕。沈绵遽轸，终无就日之期；痼疾遄淹，忽切乘星之衅。高后哀深圮堞，誓切柏舟。悲一剑之先沈，怨双桐之半死。昔时宝镜，怆对孤鸾；旧日瑶琴，悲闻独鹤。衔冤茹痛，抚繐帐而增号；吊影伤魂，践孀闺而凝慕。方祈净业，敬托良缘。凭慧炬于幽途，舣慈舟于觉海。于是心持宝偈，手写金言。字落贯花，词分半月。龙藏岂及，象负难胜。将佛日而长悬，共慈灯而不灭。及龙旌首次，蜃绋遵途，永惟凭附之诚，愿讬丘榛之侧。方异鸳栖梓树，近接埏庭；鹤舞松枝，傍依路。特以圣上年居膝下，爱切掌中。理藉劬劳，方资顾复。宣和谕善，屡积葭灰。日就月将，频移柘火。至永徽六年，圣上母仪万国，正位六宫。将开练石之基，乃遂颓沙之祉。大帝以西京命赏，平原之秩未弘；东汉崇恩，新野之封犹褊。于是广流玄霈，大启黄扉。稽石窌之遗尘，裂宝符之气昴。以其年十一月，即拜代国夫人，食汤沐邑一千户，品正第一，位在王公母妻之上。鱼轩水鹜，飏轻影于龙池；翚服霞明，下鲜文于凤掖。荣由德被，位匪恩升。骤应嘉名，徒昭洪泽。以显庆五年十月转拜荣国夫人，寻改封酂国夫人。自家疏槐里，门荷时庭。累沐殊辉，频膺茂典。南邻夜静，奏钟磬于高台；北里晨通，列笙竽于广榭。门有蹑珠之客，家丰馔玉之厨。恒处逸而思劳，每将升而必降。绿墀青琐，特忿王根；火布金地，深非梁冀。谦伪之美，万国仰而知劝；端洁之风，九围钦而取则。智周寰宇，识洞古今。思所以匡国庇人，济时执物。嘉谟谠说，屡发于神襟；厚利丰功，频章于帝念。奏便削藁，人莫能知。每发孔光秘言，合为臣之道；山涛密启，得事君之要。可久可大，置黔首于生成；惟几惟深，顿苍元于覆载。至若缘情体物，属事比辞。取之以义方，先之以风化。清词海富，缛藻云繁。凡所著述，皆成典词。其动也方，其静也直，其恩也若春雨之流津，其威也若秋霜之应节。接上以礼，逮下以仁。君子感其德，小人欢其惠。天机独转，灵台迥烛。虚鉴与日月齐明，神理共阴阳比奥。洋洋乎，不可得而称也。既而离宫雾辟，遥横地乳之山；别馆云开，上戴天眉之宿。甘泉避暑，方陪万乘之游；景福追凉，更扈六龙之驾。不谓灾缠雾露，疹积膏肓。丹扆凝慈，召名医而接轸；紫霄流渥，下珍药而相望。玉釜徒煎，竟乏长生之术；金丹莫就，终无驻寿之期。咸亨元年八月二日，崩于九成宫之山第，春秋九十有二。圣上以身齐霄极，礼阙晨昏。恋隔九重，望长筵而下泣；心驰五起，瞻厚褥而衔悲。大帝虑不胜哀，秘兹凶问。苴筵欲对，仍流不次之恩；葈服将临，更下非常之泽。仍改封卫国夫人，以谕圣上之忧悬也。后疾将大渐，时落高春。雅志无昏，神情不挠。影随灯灭，自此长辞；魂逐香销，终无暂反。以为合葬非古，礼贵从宜。将追罔极之慈，愿在先茔之侧。圣上奉遵遗旨，无忝徽音。割同穴之芳规，就循陔之懿躅。即以其年庚午闰九月辛丑朔廿一日辛酉，迁座于雍州咸阳县之洪渎原郑恭王旧茔之左，礼也。尔其郊原坱圠，林薄阡眠。秦地关河，迥接宝鸡之野；汉家坟陇，平依金狄之川。松槚森沈，何年鸟住。风烟萧索，几代人亡。于是凝恨九天，废朝三日。空山露泣，痛结飞行；旷野云愁，悲草树。乃下制赠鲁国太夫人，谥曰忠烈。仍令司刑太常伯卢承庆，摄同文正卿充监护大使，右肃机皇甫公义等为副。赐东园秘器，每事官供，务从优厚。仍令西台侍郎道国公戴至德，持节吊祭。京官文武九品以上，及诸亲命妇，并赴宅吊哭，仍送至渭桥。葬事并依王礼，给班剑四十人。羽葆鼓吹，仪仗送至墓所往还。官为立碑，亲纡衔礼。圣上因心转切，锡类方弘。希申莫大之怀，冀展饰终之请。乌坟欲列，思增茅土之仪；鹤垅将崇，愿广山河之誓。遂得五云飞彩，坠仙液于松茔；十日適光，被增辉于蒿里。乃下制赠太原郡王妃，余并如故。所司备礼册命。大帝亲御横门，开轩悲哭。紫宸哀恸，黄屋凄凉。天地为之寝光，烟云由其辍色。圣上以幽明永隔，屺岵长辞。终无再见之因，镇结千秋之恨。奔曦已远，荐霜堇而无年；逝水难追，馈冰鱼而未日。又以严规早坠，远卜厝于乡坟；慈荫重倾，近陪亲于京垅。陵茔眇隔，长悬两地之悲；关塞遥分，每切百身之痛。遂命大使备法物，自昊陵迎魂，归于顺陵焉。游冠远降，坠舄遥迁。方移沛邑之魂，更启桥山之域。白云朝起，乍伴龙輴；明月宵悬，时低蜃卫。文明元年，圣上临朝。其年九月，追尊先妃曰魏王妃，食邑一万户，实封加满五千户，改咸阳园寝曰顺义陵。大名天启，奥壤星分。古树捎云，近对黑龙之水；荒坟映月，傍邻丹凤之城。徽号既崇，园陵载广。属以图书河洛，龟负凤衔。窗达方园，云攒雾矫。合宫重屋，既布政而严。玉辇金舆，具巡河而拜洛。永昌元年，追尊先妃曰忠孝太后。既而讴歌允集，狱讼知归。天垂革命之符，地涌受终之箓。玄珪锡禹，还逢揖让之年；黑玉归商，即启休明之运。九茎仙草，依汉殿而抽芳；五色祥云，绕轩宫而布彩。下从人望，上应天心。乘宝位于通三，建瑶图于和得一。黄琮苍璧，祀地郊天；复庙重檐，宗文祖武。鸿名肇创，光凤阃于幽泉；茂礼将加，饰鸾围于长夜。天授元年，追尊曰孝明高皇后，陵曰顺陵。复以祥分贝叶，瑞演龙花。金容开十地之图，玉相告三空之谶。龙轩黯黯，俄为兜率之天；凤阁岧岧，忽似须弥之座。金轮既转，玉镜方悬。式诠无上之文，载显崇亲之义。长寿二年，后位之上，又加无上两字。寻又下制，改顺陵曰望凤台。东京故事，西汉遗尘。封树空存，追崇未广。岂若宸襟镇结，长怀露序之哀；睿念恒缠，永积霜旻之慕。遥瞻凤野，式建嘉名；远望鹑郊，长悬美称。且夫功成翼赞，尚画云台；睎擅勋庸，犹题麟阁。况兮菶天茂德，贯月殊祯。垂母则于寰区，导嫔风于邦国。岂可使炎凉暗积，陵谷潜移。唯栽鹤舞之松，不刻盘龙之石。圣上凝怀万化，长想千龄。恐地轴之西適，惧天关之北转。方图琬琰，式降丝纶。永嗟仙鹤之歌，用固灵龟之卜。微臣攀辉日树，沐润星潢。荣忝绿车，职兼青史。奉先追远，恒积慕于丹诚；相质披文，忽承恩于紫诰。是用恭抽弱思，敬述洪猷。屑瓦徒勤，生金媿妙。挥毫夺魄，陈万一而宁穹；伏纸惊魂，辞再三而不获。逡巡拜首，乃作词云:

    邈矣上古，悠哉厥初。天適紫府，地转黄舆。阴阳荡薄，日月居诸。灵龟负谶，宝凤衔书。其一

    六位既陈，三才乃立。帝皇郁起，后妃更袭。蛟电遥凝，虹星下入。渭袆疏派，涂山是葺。其二

    明明高后，奕奕辉光。白环代郁，丹毂家昌。灵基岳峻，曾派河长。扪天集祉，裕后开祥。其三

    爰自生育，早彰尊贵。月出星流，青龙紫气。金屋是贮，玉衣方萃。燕卵非奇，鸡珠宁异。其四

    芝兰吐叶，桃李开花。黄云白气，夜月朝霞。贤明自负，仁孝无加。层霄降药，秘箧飞沙。其五

    聪晤天资，惠才神与。河汉灵匹，潇湘帝女。笔动鸾迴，弦调鹤舞。涤想金地，地心宝聚。其六

    仙容婉婉，艳质峨峨。星妃耻出，月媛羞过。椒花入颂，柳絮荣歌。词峰秀岳，学海驰波。其七

    鲂鲤成诗，凤凰开兆。琴瑟既合，室家斯绍。两鹤齐飞，双龙并绕。德行方肃，言容是昭。其八

    九围母则，六合嫔风。恩流海内，化被区中。银环晓上，金珮夜□。祥开梓阙，位冠椒宫。其九

    习礼明诗，披图阅史。汉朝马邓，周年任姒。阴化聿宣，坤义载理。贯月腾瑞，惊雷送祉。其十

    高舂忽坠，上寿俄蹇。金丹不熟，玉釜徒煎。黄泉九地，白日三天。六宫恨积，万国哀缠。其十一

    寂寞丘垅，凄凉原限。毕地难追，终天靡及。薤露晨清，秋霜降急。伏纸衔悲，挥毫洒泣。怨圣贤之同尽，感昏明之递袭。纪圣德于丰碑，冀神猷兮永立。其十二

长安二年岁次壬寅金正月己已木朔五日癸酉金建。

特进太子宾客兼修国史上柱国梁王臣三思奉敕撰。

太子左奉裕率兼检校安北大都护相王臣旦奉敕书。

## 親屬
- 繼子: 梁宪王武元庆
  - 繼孙: 梁宣王武三思
    - 繼曾孫: 鲁忠王武崇訓=安樂公主
    - 繼曾孫: 新安王武崇烈
- 繼子: 魏德王武元爽
  - 繼孙: 魏宣王武承嗣
    - 繼曾孫: 武延基=永泰公主
    - 繼曾孫: 武延义
    - 繼曾孫: 武延安
    - 繼曾孫: 武延寿
    - 繼曾孫: 武延光
    - 繼曾孫: 武延秀=安樂公主
- 长女: 韩国夫人武顺 （追封郑国夫人）=贺兰安石
  - 外孙: 周国公贺兰敏之
  - 外孙女:魏国夫人贺兰氏
- 次女: 則天大聖皇帝武則天
  - 外孙:義宗孝敬皇帝李弘=哀皇后裴氏
  - 外孙:章懷太子李賢=章懷太子妃房氏
    - 曾外孙: 莒王李光顺
    - 曾外孙: 邠王李守禮
      - 玄外孫: 广武王李承宏
      - 玄外孫: 邠王李承宁
      - 玄外孫女: 金城公主=赤德祖赞

    - 曾外孙: 毕王李守义
    - 曾外孙女: 長信郡主

  - 外孙:中宗孝和皇帝李顯
  - 外孙:睿宗大圣真皇帝李旦
  - 外孙女:安定思公主
  - 外孙女:太平公主=薛紹、武攸暨
    - 曾外孙: 薛崇训
    - 曾外孙: 薛崇简
    - 曾外孙女: 薛氏
    - 曾外孙女: 万泉县主
    - 曾外孙: 武崇敏
    - 曾外孙: 武崇行
    - 曾外孙女: 武氏
    - 曾外孙女: 永和县主
- 三女（名不详，无封）=郭孝慎（早卒）